# Federación de Fútbol de Armenia
La Federación de Fútbol de Armenia (FFA) (en armenio: Հայաստանի Ֆուտբոլի Ֆեդերացիա, Hayastani Futboli Federats'ia) es el organismo rector del fútbol en Armenia. Tiene su sede en Ereván.
Organiza la Premier League de Armenia, la Primera Liga de Armenia, la Supercopa de Armenia, la Copa de la Independencia de Armenia y la Premier League de Futsal de Armenia. También es responsable de nombrar a la gestión de la selección de fútbol de Armenia, y el equipo nacional de fútbol femenino de Armenia. El equipo nacional de fútbol sala de Armenia también pertenece a la federación. 
La FIFA le otorgó a la FFA un campo de césped sintético de fútbol a través de su programa GOAL.  

## Historia
La historia del fútbol de Armenia comenzó oficialmente en la década de 1990, pero sus tradiciones se remontan más atrás.
El colapso de la URSS y la declaración de independencia de Armenia en 1991 fueron momentos importantes en la vida deportiva del país, así como en su historia política. Desde el punto de vista del fútbol, estos acontecimientos dieron lugar a la fundación, el 18 de enero de 1992, de la Federación de Fútbol de Armenia.
La FFA se convirtió debidamente en miembro de los órganos rectores mundiales y europeos del fútbol, la FIFA y la UEFA, en 1992. La selección nacional hizo su debut competitivo en la clasificación para el Campeonato de Europa de la UEFA de 1996. Armenia comenzó con una derrota por 2-0 contra Bélgica el 7 de septiembre de 1994, pero también hizo historia en esa campaña de la Eurocopa 1996. El equipo registró su primera victoria competitiva cuando ganó 2-1 contra la ARY Macedonia el 6 de septiembre de 1995. Desde entonces, Armenia ha sido un elemento permanente en los torneos de clasificación para la Eurocopa y la Copa del Mundo, obteniendo el notable logro de terminar tercero en su grupo en la Eurocopa 2012 , durante el cual mediocampista ofensivo talismán Henrikh Mkhitaryan, que entonces jugaba en el FC Shakhtar Donetsk, emergió como un jugador de alto calibre internacional.
A nivel de infraestructura, en 2007 se comenzó a trabajar en un centro de formación de selecciones nacionales y una academia con instalaciones residenciales. La apertura del centro está prevista para septiembre de 2010. El Estadio Republicano de Ereván también ha sido parcialmente remodelado, con un beneficio particular de esta iniciativa siendo su impresionante nueva superficie de juego.

## Estructura

### Presidentes
- Nikolay Ghazaryan (1992–1994)
- Armen Sargsyan (1994-1998)
- Suren Abrahamyan (1998-2002)
- Ruben Hayrapetyan (2002-2018)
- Artur Vanetsyan (2018-2019)
- Armen Melikbekyan (2019-presente)

## Logo

new logo
old logoold logo